# The Sims: Vivere alla grande
The Sims: Vivere alla grande (The Sims: Livin' Large nella versione originale e The Sims: Livin' It Up in Europa) è la prima espansione uscita per il videogioco di simulazione per PC The Sims. Introduce nuovi personaggi, oggetti, opzioni, carriere e stili di arredamento. Sono inoltre stati aggiunti 50 nuovi lotti e 4 nuovi vicinati. È stata l'unico expansion pack di tutta la saga di The Sims a non essere caratterizzato da un tema preciso.

## Caratteristiche
Con i nuovi arredamenti si possono creare un'intera serie di ambienti (rustico, medioevale, futuristico), con oggetti in stile che possono essere combinati tra loro. Tra i nuovi oggetti aggiunti (125), i più noti sono: "lampada magica del Genio", "sfera di cristallo", "strumenti musicali", "letto cuore vibromatic", "laboratorio per esperimenti", "robot servi" e "macchina elettronica".
Sono state inoltre aggiunte cinque nuove carriere: "Paranormale", "Giornalistica", "Informatica", "Fannullone" e "Musicale".

## Nuovi personaggi
Sono stati aggiunti anche alcuni personaggi non giocanti: Soleggiato il Clown Tragico (Sunny the Tragic Clown ), che appare quando un Sim è depresso; gli extraterrestri, dai quali si può essere rapiti; la Morte in persona, con la quale si potrà negoziare per impedirle di poter con sé un Sim; il Genio della lampada, che, una volta invocato, realizzerà un desiderio oppure combinerà un disastro - assolutamente a caso; Babbo Natale, che visiterà la casa dei nostri Sim se questi lasceranno un piatto di biscotti vicino ad un albero di Natale e un caminetto ma solo se andranno a dormire prima di mezzanotte; Servo, un robot acquistabile al prezzo di ben § 15.000 ma che andrà in giro per la casa a pulire, riparare oggetti rotti e fare lavori di giardinaggio. Fanno la loro comparsa anche due animali: gli scarafaggi (che spuntano quando la casa è in disordine) e il porcellino d'India, capace di trasmettere una grave malattia ai Sim se la sua gabbia non è costantemente puilta (la malattia trasmessa dal porcellino d'India può anche rivelarsi mortale per i Sim; l'unico modo per combatterla è acquistare il quadro che raffigura l'animale e farlo ammirare al personaggio).

## Vendite
Il gioco, essendo la prima espansione, ha ottenuto un successo altissimo, tanto da diventare fin da subito all'epoca uno dei giochi per PC più venduti negli ultimi anni: nei soli Stati Uniti,  vendette ben 263.076 unità entro il mese di ottobre 2000, con un guadagno di 6,99 milioni di dollari secondo PC Data. Entro la fine dell'anno 2000, Vivere alla grande vendette ben 595.410 copie ($16,1 milioni) negli Stati Uniti, rendendolo il sesto gioco per computer più venduto dell'anno e rimandendolo anche per tutto il 2001, con 818.600 copie vendute e $22,9 milioni di guadagni solo in quell'anno e solo negli Stati Uniti.